# Municipio de Millville
El municipio de Millville (en inglés: Millville Township) es un municipio ubicado en el condado de Clayton en el estado estadounidense de Iowa. En el año 2010 tenía una población de 482 habitantes y una densidad poblacional de 5,28 personas por km².

## Geografía
El municipio de Millville se encuentra ubicado en las coordenadas 42°40′44″N 91°4′21″O / 42.67889, -91.07250. Según la Oficina del Censo de los Estados Unidos, el municipio tiene una superficie total de 91.26 km², de la cual 88,38 km² corresponden a tierra firme y (3,16 %) 2,88 km² es agua.

## Demografía
Según el censo de 2010, había 482 personas residiendo en el municipio de Millville. La densidad de población era de 5,28 hab./km². De los 482 habitantes, el municipio de Millville estaba compuesto por el 99,17 % blancos, el 0,62 % eran asiáticos y el 0,21 % eran de una mezcla de razas. Del total de la población el 0,21 % eran hispanos o latinos de cualquier raza.